# Diplodia faginea
Diplodia faginea är en svampart som beskrevs av Fr. 1849. Diplodia faginea ingår i släktet Diplodia och familjen Botryosphaeriaceae.   Inga underarter finns listade i Catalogue of Life.